# Mariama Ginadou
Mariama Ginadou (geb. 29. Oktober 2002) ist eine gambische Beachvolleyballspielerin.

## Karriere
Ginadou spielte zuerst mit 14 Jahren Fußball beim City Girls FC, weil ihr Vater Fußball spielte und ihre Mutter sich ebenfalls für diesen Sport interessierte. Wenig später wechselte sie jedoch zum Volleyball. Mindestens seit 2015 spielt Ginadou bei Interior.
Im Juli 2018 startete sie gemeinsam mit Fatoumatta Sillah (Brikama Volleyball Club) als U18-Team bei den African Youth Games 2018. Dies war der erste internationale Auftritt eines gambischen Juniorenteams.
Ginadou gewann gemeinsam mit Fatoumatta Ceesay in der Saison 2018/19 die gambische Meisterschaft. Sie besiegten Abie Kujabi, die zuvor zweimal in Folge (2014, 2016/17) gewonnen hatte, und deren Teampartnerin Nyima Demba (Gambia Armed Forces).
Bei den World Beach Games 2019 im Oktober belegte sie mit dem Team aus Abie Kujabi, Fatoumatta Ceesay, Amie Gaye, Sainabou Tambedou und Anna Marie Bojang Platz fünf im 4x4-Beachvolleyball.